# Rheinischer Minnesang
Als Rheinischer Minnesang wird die erste Hochphase der mittelalterlichen höfischen Liebeslyrik im (mittelhoch)deutschen Sprachraum von ca. 1170 bis 1190/1200 bezeichnet. Nach ihrem führenden Vertreter Friedrich von Hausen wird sie auch Hausen-Schule genannt. 
Weitere Vertreter dieser Richtung sind – neben Kaiser Heinrich VI. – Bligger von Steinach, Bernger von Horheim und Ulrich von Gutenburg. Vermutet wird, dass diese Dichter dem Stauferhof verbunden waren. Einflüsse der Trobador- und Trouvèrelyrik sind in Struktur und Thematik erkennbar. 

## Struktur
Im Gegensatz zu der ersten (Früh-)Phase der Minnelyrik (1150/60–1170) bestehen die Lieder des rheinischen Minnesangs aus mehreren (meist Stollen-)Strophen.